# 주독일 영국 대사관

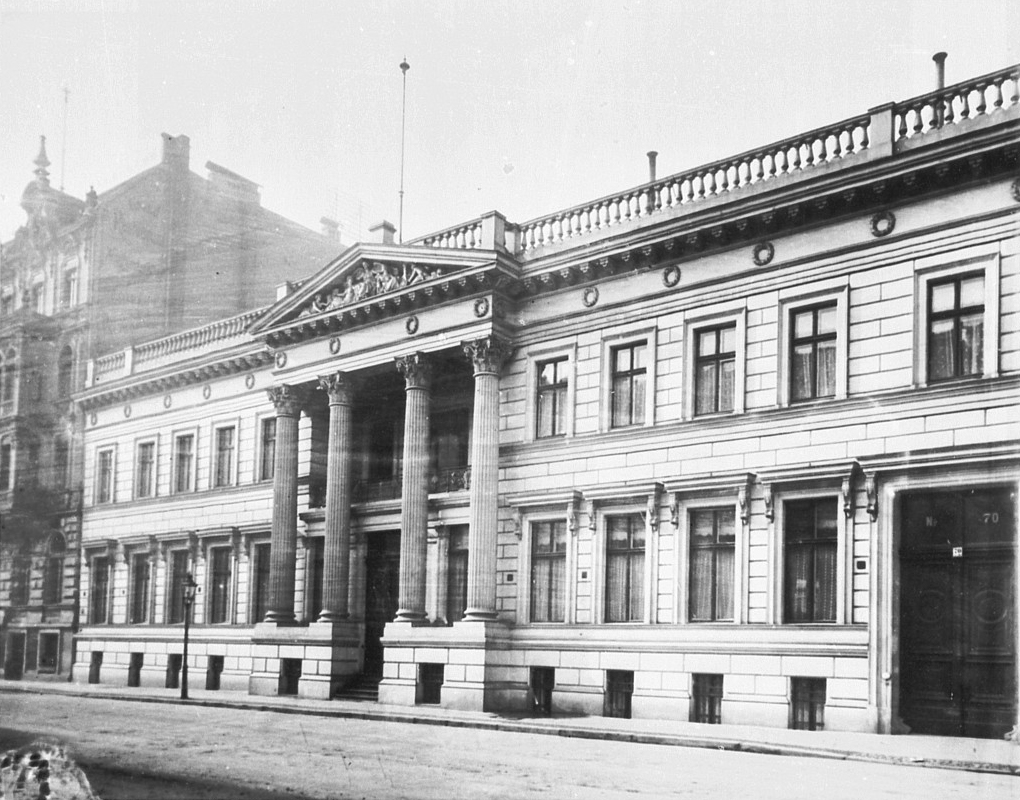
해당 건물은 이후에 주독일 영국 대사관 건물로 변경되었다.

주독일 영국 대사관(영어: Embassy of the United Kingdom, Berlin, 독일어: Britische Botschaft, Berlin)은 영국 외무·영연방부가 독일의 수도인 베를린에 설치한 대사관이다. 또한 당 대사관은 베를린의 호텔 아들론 근처 빌헬름가 70-71번지에 위치한다. 현임 대사는 질 갤러드이다.

## 같이 보기
- 독일-영국 관계(영어판)
- 주영국 독일 대사관(영어판)